# Alpine Bay Resort
Alpine Bay Resort is een golfbaan in Alpine, Alabama, Verenigde Staten. De golfbaan heeft 18 holes en een par van 72. Alpine Bay Resort is opgericht in 1972 en is ontworpen door Robert Trent Jones.

## Bron
- (en)  Worldgolf